# MDT Agency
MDT Agency (obecnie MDT Production) – agencja muzyczna zajmująca się organizacją imprez masowych z muzyką elektroniczną (EDM).
Skrót MDT oznacza Music Defeats Time – muzyka pokonuje czas. Jest to myśl przewodnia i motyw działania zarządu firmy.

## Początki MDT
Agencja MDT swoje pierwsze kroki stawiała w Klubie Ekwador w Manieczkach. W marcu 2002 roku powstał projekt pod nazwą Manieczki DJs Team (MDT), który propagował gatunki muzyki elektronicznej; głównie wszelkie odmiany house’u, trance, oraz charakterystyczny właśnie dla tego klubu tzw. stupid house. Przy współpracy z Klubem Ekwador powstawały pierwsze projekty imprez; Sunrise with Ekwador, oraz Amsterdam Dance Mission.
Początkowo w skład projektu MDT wchodziła piątka DJ-ów – DJ Kris, Cez Are Kane (dawniej DJ Ceź), DJ Tiddey, DJ Hazel oraz DJ Drum. Skład ten z biegiem czasu uległ pewnym zmianom, spowodowanym przez stopniowe modyfikacje założeń projektu.
Manieczki DJs Team przeobraził się w pełni w MDT Production w Październiku 2004 roku, kiedy to DJ Kris zrezygnował ze stanowiska Exclusive Resident w Klubie Ekwador. Agencja zyskała wówczas pełną suwerenność, tworząc projekt pod nieprzypadkową nazwą INDEPENDENCE (niepodległość). Od tego czasu MDT Production stworzyła wiele projektów.

## Organizowane imprezy
Głównym założeniem MDT Production jest organizacja ewentów. W roku 2005 odwiedziło je ok. 30 tys. fanów, w 2006 roku ok. 45 tys. osób. Organizowane imprezy mają charakter cykliczny, oparte są na własnych pomysłach. Agencja nie zajmuje się obecnie organizowaniem imprez na zagranicznych licencjach, bądź podwykonawstwem dla innych firm.
Imprezy organizowane przez MDT Production:
- Sunrise Festival – od 2005
- Independance – 2004–2006 oraz po przerwie na nowo w Bydgoszczy w 2011
- Outdoor Clubbing Experience 2006
- Revolution – 2005–2007
- Welcome To.. – 2005–2006
- enTrance – 2004, od 2006
- enHouse – 2008–2010
- Sun Festival – od 2022

Imprezy organizowane wspólnie z klubami:
- Amsterdam Dance Mission 2004 (wspólnie z Klubem Ekwador Manieczki)
- Sunrise with Ekwador – 2003–2004 (wspólnie z Klubem Ekwador Manieczki)
- viva Beach Party Sopot 2004 (wspólnie z viva club Sopot)